# Bezzecca
Bezzecca és un antic municipi italià, dins de la província de Trento. L'any 2007 tenia 592 habitants. Limitava amb els municipis de Concei, Pieve di Bono, Molina di Ledro, Pieve di Ledro, Tiarno di Sopra i Tiarno di Sotto.
L'1 de gener 2010 es va fusionar amb els municipis de Pieve di Ledro, Concei, Molina di Ledro, Tiarno di Sopra i Tiarno di Sotto creant així el nou municipi de Ledro, del qual actualment és una frazione.

## Administració
| Període | Identitat       | Partit        |
| ------- | --------------- | ------------- |
| 2005-   | Ettore Luraschi | Llista cívica |